# Høruphav
Høruphav es una localidad situada en el municipio de Sønderborg, en la región de Dinamarca Meridional (Dinamarca), con una población estimada a principios de 2018 de unos 2660 habitantes.
Se encuentra ubicada al sureste de la península de Jutlandia, junto a la frontera con Alemania y la isla de Als.